# Chiesa di San Silvestro (Viterbo)
La chiesa di San Silvestro è un piccolo luogo di culto sito a Viterbo, in piazza del Gesù; per questo, oggi è anche chiamata chiesa del Gesù.

## Storia e arte

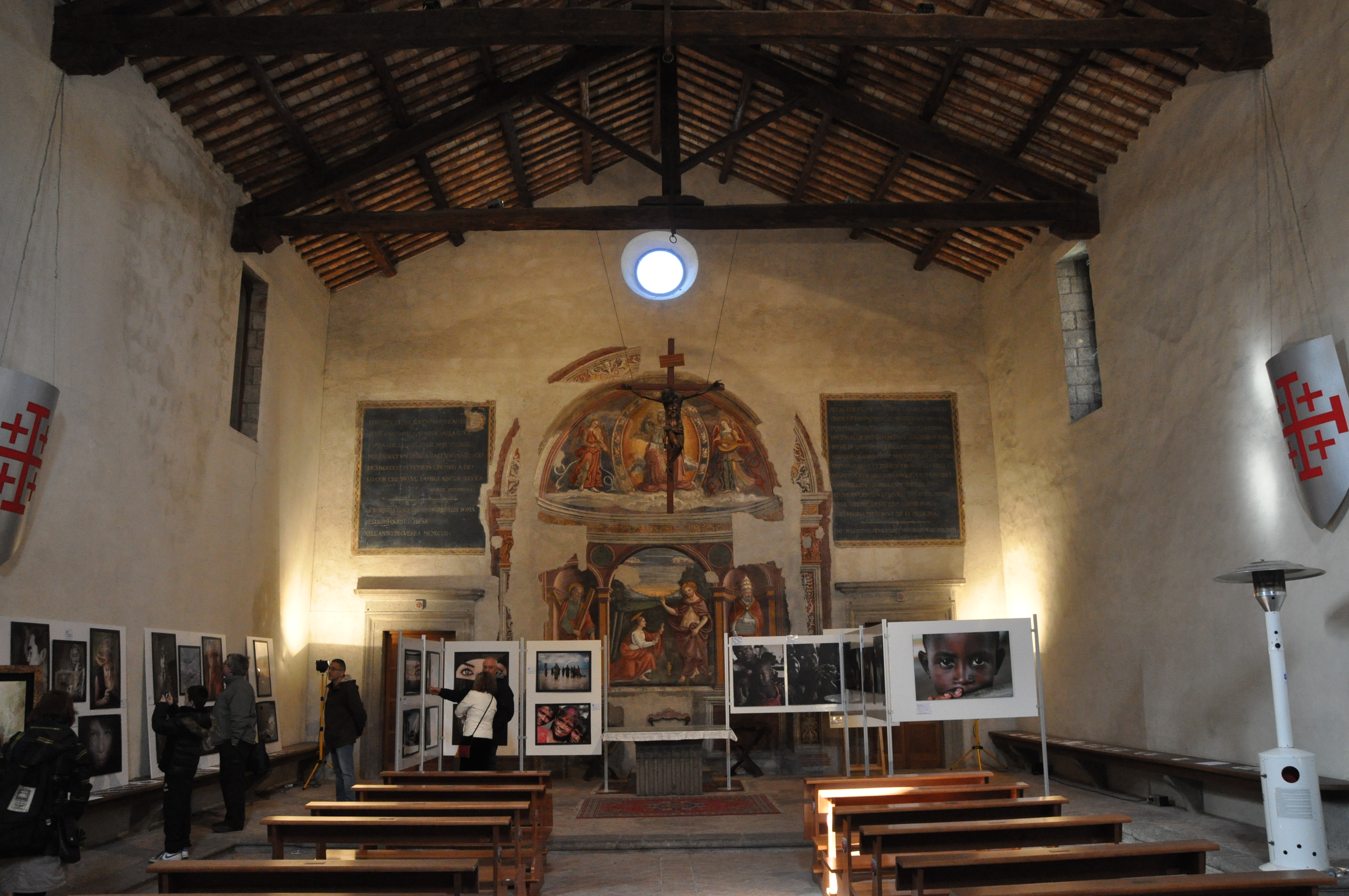
L'interno

Si tratta di una chiesa molto antica, forse anteriore all'anno mille. Ha una semplice facciata in pietra che culmina con un campanile a vela. Sul profilo del tetto spiccano anche due sculture leonine di epoca medievale. All'interno, nella piccola abside, affrescata nel Cinquecento con un Noli me tangere, è custodito un crocifisso ligneo seicentesco.

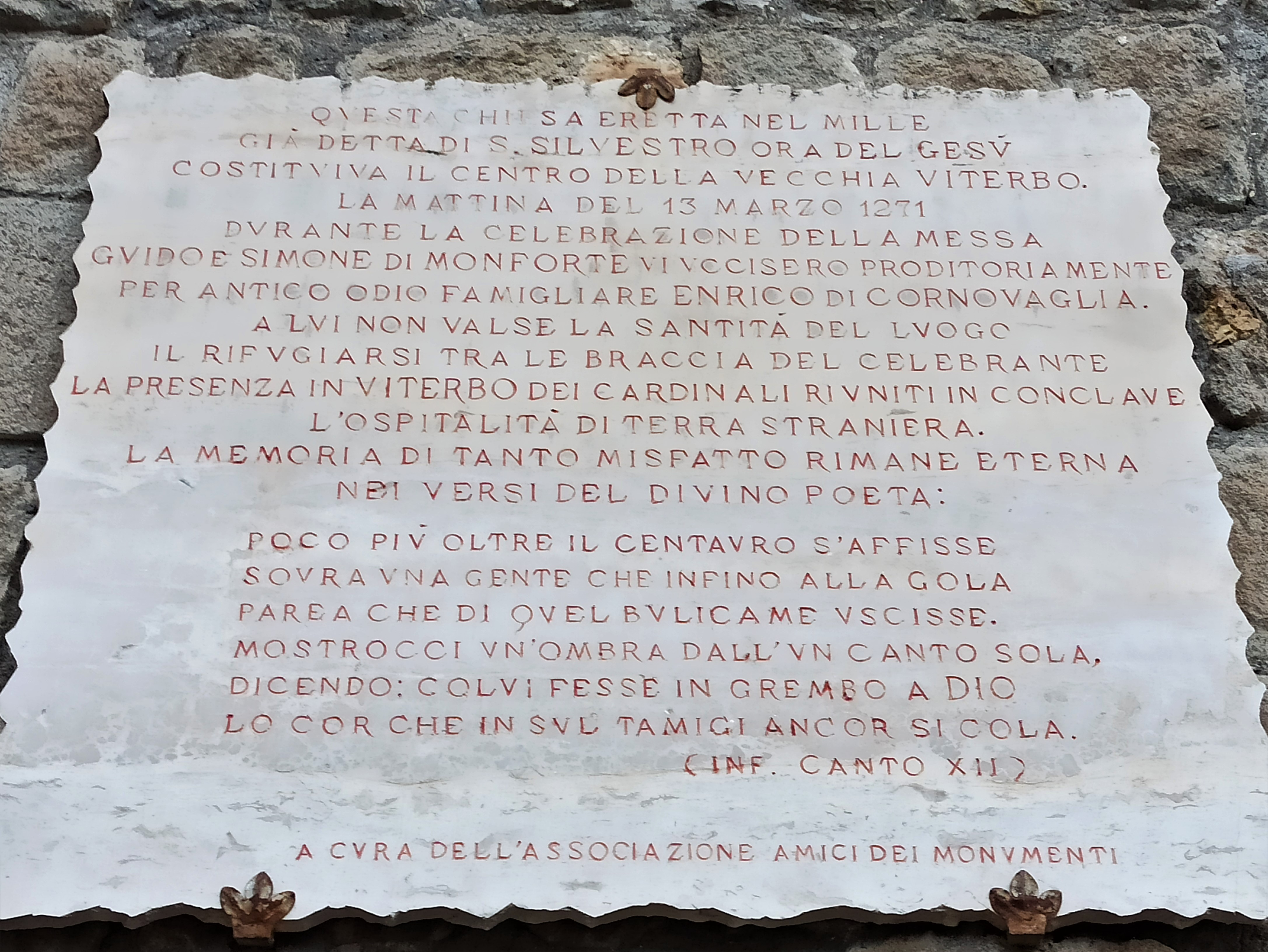
Targa che ricorda l'omicidio del 1271

A sinistra dell'abside una targa ricorda l'efferato fatto di cronaca che rese famosa la chiesetta: nel 1271 infatti i fratelli nobili ed esuli inglesi Guido e Simone di Montfort uccisero brutalmente, durante la celebrazione della Santa Messa, il principe Enrico di Cornovaglia loro cugino (e con lui alcuni religiosi) per vendicare le uccisioni del padre e del fratello, morti durante la battaglia di Evesham e poi orribilmente mutilati e sbeffeggiati. Per la sua efferatezza (e per il fatto che gli assassini restarono impuniti in virtù del loro status) l'episodio destò grandissimo scandalo e scalpore nella società medievale, ed è ricordato anche da Dante Alighieri nell'Inferno (Inf. XII, 119-120).